# リボヌクレオシド
リボヌクレオシド(Ribonucleoside)は、リボースを成分として含むヌクレオシドである。

## 一覧
| リボヌクレオシド |            |                                  |          |          |
| アデノシン       | グアノシン | リボチミジン (5'-メチルウリジン) | ウリジン | シチジン |